# Himertosoma betsimisarum
Himertosoma betsimisarum là một loài tò vò trong họ Ichneumonidae.